# B'utz Aj Sak Chiik

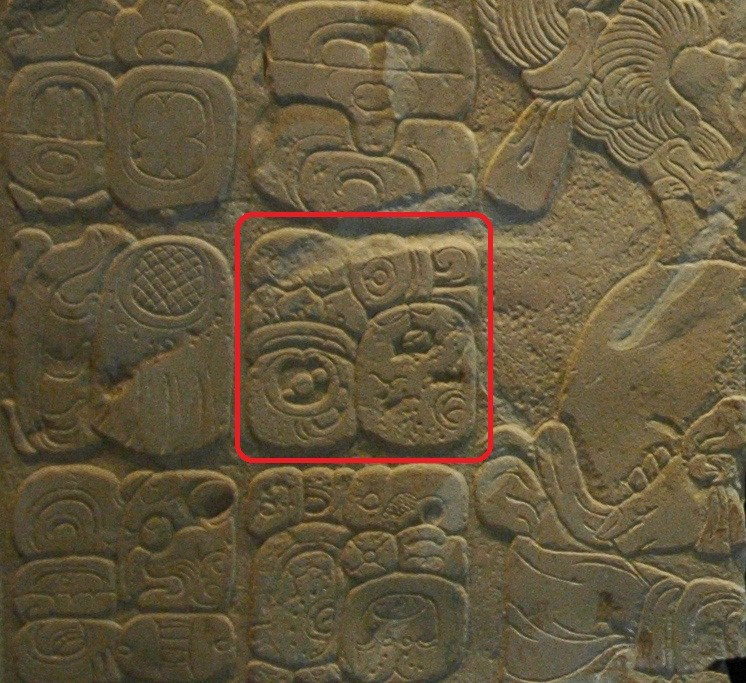
Glifo que representa el nombre de B'utz'aj Sak Chiik en el tablero del Templo XVII.

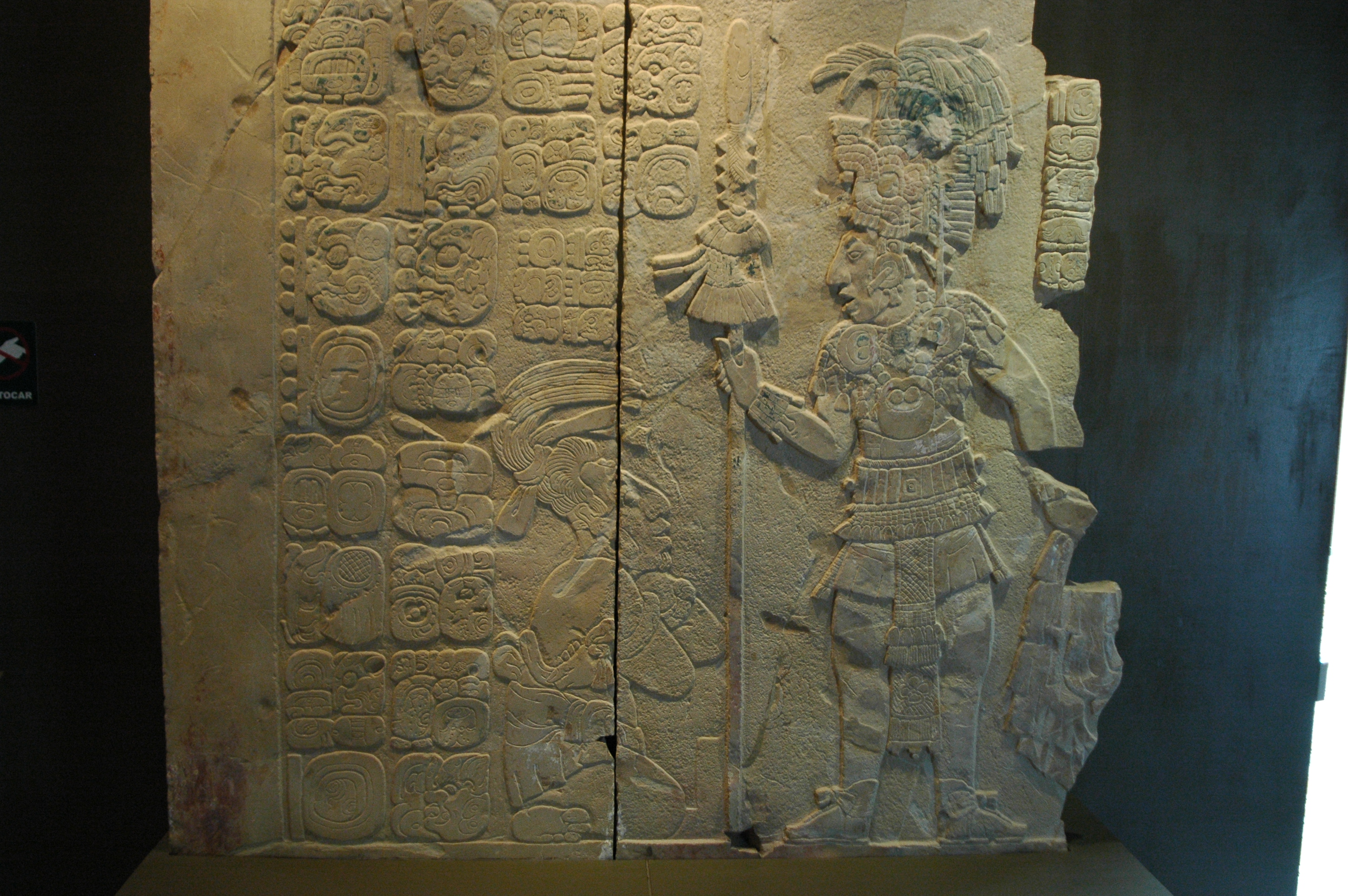
Palenque rey y cautivo

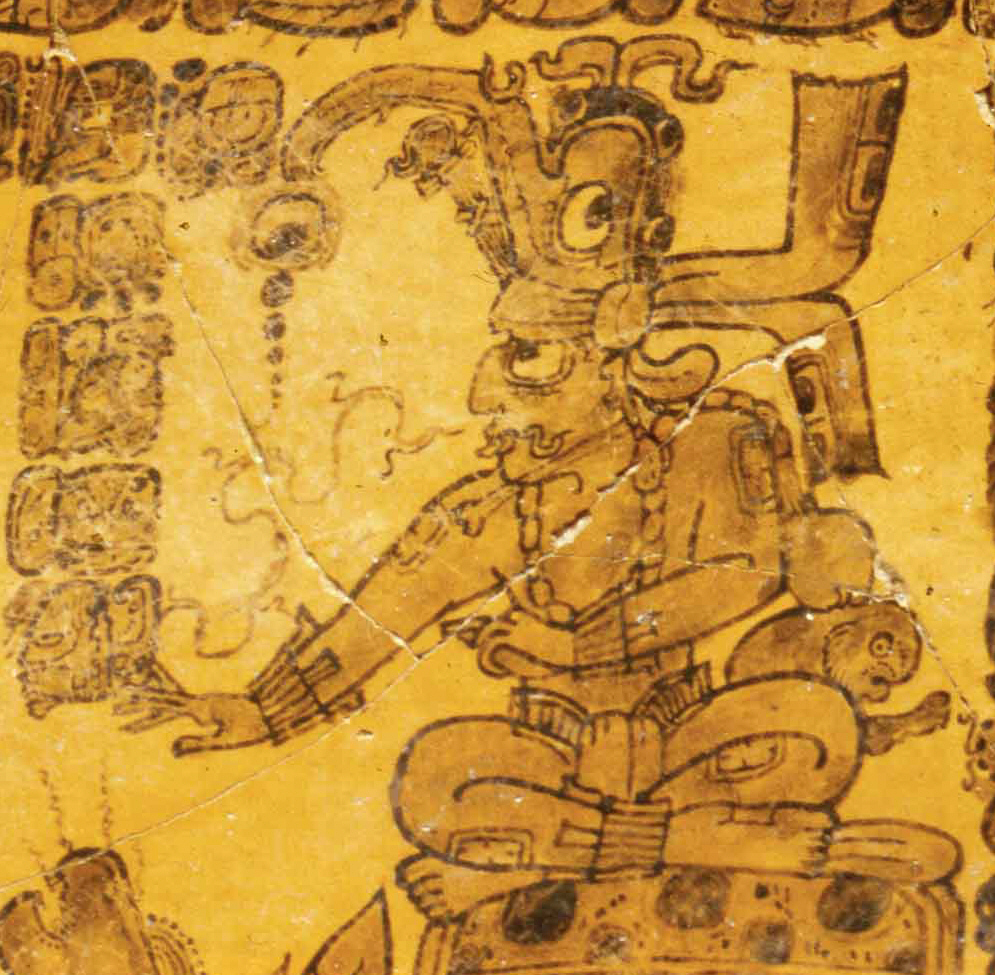
B'utz Aj Sak Chiik, rey maya

B'utz'aj Sak Chiik  (15 de noviembre de 459 - 501) fue un ahau maya que gobernó la ciudad estado de Palenque.  Es también referido como Manik (Mano) o simplemente Sak Chik. Se han propuesto las traducciones de Smoking Lark o Calandria Humeante.

## Registros biográficos
Nació el 9.1.4.5.0 12 ajau 13 zac de la cuenta larga del calendario maya, es decir, el 14 de noviembre de 459 d. C. Fue entronizado el 9.2.12.6.18 3 etz'nab 11 xul, es decir, el 28 de julio de 487, y gobernó hasta el año 501 d. C.
No se han descubierto tableros que representen en altorrelieve la silueta de este gobernante, sin embargo su nombre está referido en el tablero del Templo de la Cruz y en el tablero del Templo XVII. Es probable que su sucesor, Ahkal Mo' Naab' I, haya sido su hermano.